# Магінданао (султанат)
Султанат Магінданао (1515—1888) — мусульманська країна, що існувала в XV—XIX століттях на острові Мінданао (Філіппіни).

## Епізодичні відомості
Магінданао був заснований в кінці XV століття Шаріфом Кабунсуаном, вихідцем із Джохора, котрий одружився з місцевою принцесою. Спочатку султанат займав долину Котабато. При Кабунсуані відбувалася активна ісламізація.
Розквіт султанату відбувся за правління султана Діпатуан Кударата (1619—1671), влада якого поширилася на весь острів Мінданао. Окрім того, йому вдалося успішно відбити перший напад іспанців на султанат та ліквідувати їхню фортецю Замбоанг. Посилення султанату продовжилося і при його внукові — Абд аль-Рахмані.
Воював з раджанатом Себу.
Протягом кількох наступних десятиліть султанату доводилося боротися з іспанськими колоністами. 1719 року Магінданао уклав союз із Іспанією, щоби заручитися її підтримкою у війні з султанатом Сулу.
Від XVIII століття султанат став поступово слабнути. Цього часу іспанці відновили форт Замбоанг (1719). Восени 1851 року іспанські сили атакували султанат.
1861 року султан Мухаммад Макаква дозволив іспанцям ввести гарнізон в Котабато, а від 1863 року отримував щорічну пенсію для себе (1000 песо) і свого сина (800 песо).
У 1870-ті роки Магінданао повністю розпався і був захоплений Іспанією по частинах.
1888 року іспанські сили перебрали контроль над останнім незалежним залишком султанату, котрий знаходився біля озера Ланао.

## Устрій
На початковому етапі розвитку тенденція до державного посилення була слабкою. Влада султана, що був верховним главою держави, вищим релігійним та військовим вождем, обмежувалася фактично власне султанським земельним володінням, тоді як на інших територіях розміщувалися номінально васальні князівства з володіннями місцевих феодалів, які почувалися цілком незалежними. Посилення значення султана відбувається в середині XVII ст.

## Відомі правителі
- Шаріф Кабунгсуван (1520—1543)
- Бангкая (1574—1578)
- Дімасангкай Адел (1578—1585)
- Гугу Сарікула (1585—1597)
- Лаут Буісан (1597—1619)
- Мухаммад Діпатуат Кударат (1619—1671)
- Дунданг Тідулай Сайф ад-дін (1671—1678)
- Абд ал-Рахман (1678—1699)
- Кахар уд-Дін Куда (1699—1702)
- Баян ал-Анвар (1702—1745)
- Мухаммад Джафар Садік Манамір (1710—1733)
- Тахир уд-Дін (1736—1748)
- Мухаммад Хайр уд-Дін (1748—1755)
- Фахар уд-Дін (1755—1780)
- Кібад Сахріял (1780—1805)
- Каваса Анвар уд-Дін (1805—1830)
- Іскандар Кудратуллах Мухаммад (1830—1854)
- Мухаммад Макаква (1854—1884)
- Мухаммад Джалал уд-Дін Паблу (1884—1888)